# V型小惑星
V型小惑星(V-type asteroidまたはvestoid)は、ベスタと似たスペクトルを持つ小惑星の分類である。この分類では、ベスタが圧倒的に大きく、名前の由来となっている。小惑星帯の小惑星の約6%がV型小惑星である。
大部分は、ベスタと似た軌道要素を持っており、接近してベスタ族を形成するか、似たような軌道離心率と軌道傾斜角を持つものの軌道長半径が2.18天文単位から2.50天文単位の3:1カークウッドの間隙に存在するものである。この事実は、大部分または全てのベスタ族は、恐らく一度の非常に大きな衝突で飛び散ったベスタの地殻の破片であることを示唆する。ベスタの南半球の巨大なクレーターは、衝突地点の一番の候補である。
V型小惑星は中程度に明るく、同じように岩石、鉄と普通コンドライトで構成され、より一般的なS型小惑星と似ている。比較的珍しいV型小惑星は、S型小惑星よりも輝石の含量が多い。
電磁スペクトルは、0.75μmに非常に強い吸収線、1μm付近に別の吸収線を持ち、0.7μmから波長の短い方に向かって非常に赤い。ベスタ自身を含むV型小惑星の可視光波長スペクトルは、玄武岩質のエイコンドライトであるHED隕石のスペクトルに近い。
J型小惑星は、ダイオジェナイトと似た1μmの強い吸収線を持ち、ベスタの地殻の深い部分に由来すると考えられている。

## 分布
V型小惑星の大部分は、ベスタ自身とともにベスタ族に属する。
ブライユのような火星横断小惑星やニュクスのような地球近傍天体もある。
下記のような、ベスタ族の近傍にあるが、ベスタ族には含まれないものもある。
- ルンディア - フローラ族の軌道内にある。
- エリザ
- 1459 Magnya - ベスタに起源を持つとするには遠すぎる小惑星帯の外側の軌道内にある。
- 2113 Ehrdni
- 2442 Corbett
- 2566 Kirghizia
- 2579 Spartacus
- 2640 Hallstrom
- プリンキピア
- 2704 Julian Loewe
- 2763 Jeans
- 2795 Lepage
- 2851 Harbin
- 2912 Lapalma
- インシデンティア
- ペルチャー
- 3869 Norton
- キーテジ
- 4278 Harvey
- 4434 Nikulin
- 4796 Lewis
- 5379 Abehiroshi